# Skyttetrofén
Skyttetrofén – nagroda przyznawana corocznie od sezonu 1956-57 hokeiście z największą liczbą punktów w punktacji kanadyjskiej w sezonie zasadniczym szwedzkiej pierwszej klasy rozgrywkowej. Wyróżnienie przyznaje Szwedzka Federacja Hokeja na Lodzie. Nagroda od początku istnienia jest sponsorowana przez różne firmy i przedsiębiorstwa.

## Sponsorzy
| Okres     | Nazwa skyttetrofén        | Sponsor            |
| --------- | ------------------------- | ------------------ |
| 1956–1982 | Skyttetrofén              | Gillbergs & Co     |
| 1982–1989 | Saab's Skyttetrofé        | Saab Automobile AB |
| 1989–1990 | VAG's Skyttetrofé         | Volkswagen AG      |
| 1990–2001 | Saab's Skyttetrofé        | Saab               |
| 2001–2003 | Ford's Skyttetrofé        | Ford Motor Company |
| 2003–     | Svenska Spels Skyttetrofé | Svenska Spel       |

## Nagrodzeni
| Sezon   | Zawodnik               | Klub            |
| ------- | ---------------------- | --------------- |
| 1956–57 | Sven Johansson         | Djurgårdens IF  |
| 1957–58 | Ronald Pettersson      | Södertälje SK   |
| 1958–59 | Sven Johansson         | Djurgårdens IF  |
| 1959–60 | Carl-Göran Öberg       | Gävle GIK       |
| 1960–61 | Sven Johansson         | Djurgårdens IF  |
| 1961–62 | Lars-Erik Lundvall     | Frölunda HC     |
| 1962–63 | Ronald Pettersson      | Frölunda HC     |
| 1963–64 | Håkan Wickberg         | Brynäs IF       |
| 1964–65 | Leif Öhrlund           | VIK Västerås HK |
| 1965–66 | Håkan Wickberg         | Brynäs IF       |
| 1966–67 | Hans Lindberg          | Brynäs IF       |
| 1967–68 | Tord Lundström         | Brynäs IF       |
| 1968–69 | Lars-Göran Nilsson     | Brynäs IF       |
| 1969–70 | Tord Lundström         | Brynäs IF       |
| 1970–71 | Lars-Göran Nilsson     | Brynäs IF       |
| 1971–72 | Ulf Sterner            | Färjestad BK    |
| 1972–73 | Tord Lundström         | Brynäs IF       |
| 1973–74 | Lars-Göran Nilsson     | Brynäs IF       |
| 1974–75 | Dan Söderström         | Leksands IF     |
| 1975–76 | Kent Nilsson           | Djurgårdens IF  |
| 1976–77 | Mats Åhlberg           | Leksands IF     |
| 1977–78 | Martin Karlsson        | Skellefteå AIK  |
| 1978–79 | Anders Kallur          | Djurgårdens IF  |
| 1979–80 | Anders Steen           | Färjestad BK    |
| 1980–81 | Mats Näslund           | Brynäs IF       |
| 1981–82 | Per Lundqvist          | MODO Hockey     |
| 1982–83 | Håkan Loob             | Färjestad BK    |
| 1983–84 | Dan Labraaten          | Leksands IF     |
| 1984–85 | Conny Silfverberg      | Brynäs IF       |
| 1985–86 | Glenn Johansson        | Södertälje SK   |
| 1986–87 | Glenn Johansson        | Södertälje SK   |
| 1987–88 | Bo Berglund            | AIK Ishockey    |
| 1988–89 | Lars-Gunnar Pettersson | Luleå HF        |
| 1989–90 | Robert Burakovsky      | AIK Ishockey    |
| 1990–91 | Håkan Loob             | Färjestad BK    |
| 1991–92 | Håkan Loob             | Färjestad BK    |
| 1992–93 | Håkan Loob             | Färjestad BK    |
| 1993–94 | Raimo Helminen         | Malmö Redhawks  |
| 1994–95 | Mika Nieminen          | Luleå HF        |
| 1995–96 | Esa Keskinen           | HV71            |
| 1996–97 | Juha Riihijärvi        | Malmö Redhawks  |
| 1997–98 | Ville Peltonen         | Frölunda HC     |
| 1998–99 | Jan Larsson            | Brynäs IF       |
| 1999–00 | Juha Riihijärvi        | Malmö Redhawks  |
| 2000–01 | Kristian Huselius      | Frölunda HC     |
| 2001–02 | Ulf Söderström         | Färjestad BK    |
| 2002–03 | Mikael Karlberg        | Leksands IF     |
| 2003–04 | Magnus Kahnberg        | Frölunda HC     |
| 2004–05 | Henrik Zetterberg      | Timrå IK        |
| 2005–06 | Andreas Karlsson       | HV71            |
| 2006–07 | Fredrik Bremberg       | Djurgårdens IF  |
| 2007–08 | Tony Mårtensson        | Linköpings HC   |
| 2008–09 | Per-Åge Skröder        | MODO Hockey     |
| 2009–10 | Mats Zuccarello        | MODO Hockey     |
| 2010–11 | Joakim Lindström       | Skellefteå AIK  |
| 2011–12 | Robert Rosén           | AIK Ishockey    |
| 2012–13 | Bud Holloway           | Skellefteå AIK  |
| 2013–14 | Pär Arlbrandt          | Linköpings HC   |
| 2014–15 | Derek Ryan             | Örebro HK       |
| 2015–16 | Ryan Lasch             | Frölunda HC     |
| 2016–17 | Joakim Lindström       | Skellefteå AIK  |
| 2017–18 | Elias Pettersson       | Växjö Lakers    |
| 2018–19 | Ryan Lasch             | Frölunda HC     |
| 2019–20 | Marcus Nilsson         | Färjestad BK    |
| 2020–21 | Marek Hrivík           | Leksands IF     |